# Wim Goris
Wim Goris (19 juni 1984) is een voormalig Belgisch zwemmer. 
In september 2009 maakte Goris bekend dat hij stopt met competitiezwemmen. 

## Belangrijkste prestaties
| Jaar | Olympische Spelen | WK langebaan | WK kortebaan  | EK langebaan                              | EK kortebaan                                                           |
| ---- | ----------------- | ------------ | ------------- | ----------------------------------------- | ---------------------------------------------------------------------- |
| 2002 |                   |              | geen deelname | geen deelname                             | 26e 50m rugslag 24e 100m rugslag 16e 200m rugslag 6e 4x100m wisselslag |
| 2006 |                   |              | geen deelname | 47e 200e vrije slag 16e 4x200m vrije slag | geen deelname                                                          |

## Persoonlijke records
(Per 22 september 2011)

### Kortebaan
| afstand         | tijd    | datum            | plaats     |
| --------------- | ------- | ---------------- | ---------- |
| 100m rugslag    | 55,69   | 9 augustus 2005  | Leuven     |
| 200m rugslag    | 2.02,58 | 17 november 2007 | Wachtebeke |
| 200m vrije slag | 1.48,38 | 8 augustus 2006  | Leuven     |

### Langebaan
| afstand         | tijd    | datum           | plaats    |
| --------------- | ------- | --------------- | --------- |
| 100m rugslag    | 58,04   | 4 augustus 2005 | Antwerpen |
| 200m rugslag    | 2.07,12 | 4 augustus 2005 | Antwerpen |
| 200m vrije slag | 1.52,25 | 11 maart 2006   | Antwerpen |